# Budy Niemianowskie
Budy Niemianowskie – wieś w Polsce położona w województwie mazowieckim, w powiecie radomskim, w gminie Gózd. Ma status sołectwa.
Budy Niemianowskie widnieją na Wojskowej Mapie Wschodniej Galicji z lat 1801-1804. 
W latach 1975–1998 miejscowość należała administracyjnie do województwa radomskiego. 
Wierni Kościoła rzymskokatolickiego należą do parafii Miłosierdzia Bożego w Goździe lub do parafii św. Józefa Oblubieńca Najświętszej Maryi Panny w Kuczkach.